# Houjing Shuiku
Houjing Shuiku (kinesiska: 后井水库) är en reservoar i Kina. Den ligger i provinsen Fujian, i den sydöstra delen av landet, omkring 280 kilometer sydväst om provinshuvudstaden Fuzhou. Houjing Shuiku ligger 59 meter över havet. Arean är 0,99 kvadratkilometer. Omgivningarna runt Houjing Shuiku är en mosaik av jordbruksmark och naturlig växtlighet. Den sträcker sig 1,5 kilometer i nord-sydlig riktning, och 1,7 kilometer i öst-västlig riktning.
Genomsnittlig årsnederbörd är 1 466 millimeter. Den regnigaste månaden är maj, med i genomsnitt 293 mm nederbörd, och den torraste är oktober, med 16 mm nederbörd.